# Alexander Herzberg (Mediziner)
Alexander Herzberg (* 10. Januar 1887 in Sobbowitz, Landkreis Danzig; † 10. Oktober 1944 in London) war ein deutscher Mediziner, Psychologe und Philosoph.

## Leben und Werk
Herzberg war Teil der Berliner Gesellschaft für empirische Philosophie um Hans Reichenbach.
Seit 1932 publizierte Herzberg über seine Theorie der Leistungstherapie. Ziel der Leistungstherapie war die Verkürzung der psychotherapeutischen Behandlungsdauer und die Erhöhung ihrer Erfolgsaussichten. Sein wichtigstes Werk in diesem Zusammenhang, Active Psychotherapy, ist 1945 in englischer Sprache erschienen. Anhänger und Erbe dieser Arbeiten war der Psychologe Hans Jürgen Eysenck.
In der von der Psychoanalyse inspirierten Studie Zur Psychologie der Philosophie und der Philosophen versuchte Herzberg 1926 zu untersuchen, wie und aus welchem Grund ein Mensch Philosoph wird. Er führte die Untersuchung anhand von 30 der großen Philosophen der Philosophiegeschichte durch und versuchte zu zeigen, dass und inwiefern für diese das Leben unbefriedigend gewesen sei, sodass „denken […] zum Ersatz für Leben“ geworden sei. Ihre Lebensscheu und Lebensuntauglichkeit zeige sich in verschiedenen Bereichen wie etwa im Beruf, dem Umgang mit Geld, der Liebe und Ehe, dem Freundeskreis, in der Politik und sozialen Kontakten. Grund der Untauglichkeit seien Hemmungen, die die aus praktischen Trieben resultierenden Handlungen stark einschränken und die Betroffenen statt dieser Handlungen ersatzweise zum philosophischen Denken zwingen.
1927 führte Herzberg zusammen mit Georg Graf von Arco einen empirischen Versuch zur Möglichkeit von Telepathie durch. Der Versuch erregte einiges mediales Interesse und es beteiligten sich 4.500 Personen. Das Ergebnis war allerdings, dass die Existenz von Telepathie weder bestätigt noch widerlegt werden konnte.
Nach 1933 wurde er als Privatdozent für Medizinische Psychologie an der Medizinischen Fakultät der Universität Berlin entlassen.

## Schriften (Auswahl)
- Zur Psychologie der Philosophie und der Philosophen. Meiner, Leipzig 1926.
- Active Psychotherapy. London 1945.